# Orchestina sinensis
Orchestina sinensis is een spinnensoort in de taxonomische indeling van de Dwergcelspinnen (Oonopidae).
Het dier behoort tot het geslacht Orchestina. De wetenschappelijke naam van de soort werd voor het eerst geldig gepubliceerd in 1987 door Xing Xu.